# Catar nos Jogos Olímpicos de Verão de 2008
O Catar (ou Qatar) competiu nos Jogos Olímpicos de Verão de 2008, em Pequim, na China.

## Desempenho

### Atletismo
Masculino
| Atletas                   | Evento                | Preliminares | Preliminares | Quartas     | Quartas     | Semifinal   | Semifinal   | Final         | Final         |
| Atletas                   | Evento                | Marca        | Posição      | Marca       | Posição     | Marca       | Posição     | Marca         | Posição       |
| ------------------------- | --------------------- | ------------ | ------------ | ----------- | ----------- | ----------- | ----------- | ------------- | ------------- |
| Samuel Adelebari Francis  | 100 metros            | 10s40        | 35º          | 10s11       | 13º         | 10s20       | 16º         | Não avançou   | Não avançou   |
| Samuel Adelebari Francis  | 200 metros            | Não largou   | Não largou   | Não avançou | Não avançou | Não avançou | Não avançou | Não avançou   | Não avançou   |
| Mohammed Essa Al-Thawadi  | 110 m com barreiras   | 13s64        | 25º (SB)     | DSQ         | DSQ         | Não avançou | Não avançou | Não avançou   | Não avançou   |
| Thamer Kamal Ali          | 1500 metros           | 3m41s08      | 26º          |             |             | Não avançou | Não avançou | Não avançou   | Não avançou   |
| Daham Najm Bashair        | 1500 metros           | 3m36s05      | 7º           |             |             | 3m37s77     | 12º         | 3m37s68       | 10º           |
| James Kwalia C'Kurui      | 5000 metros           | 13m39s96     | 8º           |             |             |             |             | 13m23s48      | 8º            |
| Sultan Khamis Zaman       | 5000 metros           | 13m53s38     | 25º          |             |             |             |             | Não avançou   | Não avançou   |
| Ahmad Hassan Abdullah     | 10000 metros          |              |              |             |             |             |             | 27m23s75 (SB) | 8º            |
| Essa Ismail Rashed        | 10000 metros          |              |              |             |             |             |             | 27m58s67      | 20º           |
| Felix Kikwai Kibore       | 10000 metros          |              |              |             |             |             |             | 28m11s92      | 22º           |
| Abubaker Ali Kamal        | 3000 m com obstáculos | 8m21s85      | 12º          |             |             |             |             | 8m16s59       | 8º            |
| Yousf Othman Qader        | Maratona              |              |              |             |             |             |             | 2h28m40s      | 64º           |
| Mubarak Hassan Shami      | Maratona              |              |              |             |             |             |             | Não completou | Não completou |
| Ibrahim Babikir Mohamdein | Salto triplo          | 16,03 m      | 31º          |             |             |             |             | Não avançou   | Não avançou   |
| Rashid Shafi Al-Dosari    | Arremesso de disco    | 63,83 m      | 9º           |             |             |             |             | 62,55 m       | 10º           |

### Esgrima
Masculino
| Atleta                | Evento            | Fase de 32             | Fase de 16             | Quartas de final       | Semifinais             | Disputa Bronze         | Final                  |
| Atleta                | Evento            | Adversário e resultado | Adversário e resultado | Adversário e resultado | Adversário e resultado | Adversário e resultado | Adversário e resultado |
| --------------------- | ----------------- | ---------------------- | ---------------------- | ---------------------- | ---------------------- | ---------------------- | ---------------------- |
| Khalid Issa Al-Hamadi | Espada individual | KOR Choi B.-Y. D 3-15  | Não avançou            | Não avançou            | Não avançou            | Não avançou            | Não avançou            |

### Natação
Masculino
| Atleta(s)             | Evento      | Eliminatórias | Eliminatórias | Semifinal   | Semifinal   | Final       | Final       |
| Atleta(s)             | Evento      | Tempo         | Posição       | Tempo       | Posição     | Tempo       | Posição     |
| --------------------- | ----------- | ------------- | ------------- | ----------- | ----------- | ----------- | ----------- |
| Osama Mohammed Alarag | 100 m peito | 1m10s83       | 61º           | Não avançou | Não avançou | Não avançou | Não avançou |

### Taekwondo
Masculino
| Atleta                   | Evento | Preliminares           | Quartas                | Semifinais             | Repescagem             | Final                  | Posição     |
| Atleta                   | Evento | Adversário e resultado | Adversário e resultado | Adversário e resultado | Adversário e resultado | Adversário e resultado | Posição     |
| ------------------------ | ------ | ---------------------- | ---------------------- | ---------------------- | ---------------------- | ---------------------- | ----------- |
| Abdulqader Hikmat Sarhan | −80 kg | AZE R. Ahmadov D 0-5   | Não avançou            | Não avançou            | Não avançou            | Não avançou            | Não avançou |

### Tiro
Masculino
| Atleta             | Evento | Qualificação | Qualificação | Final       | Final       | Posição |
| Atleta             | Evento | Placar       | Posição      | Placar      | Total       | Posição |
| ------------------ | ------ | ------------ | ------------ | ----------- | ----------- | ------- |
| Nasser Al-Attiyah  | Skeet  | 117          | 15º          | Não avançou | Não avançou | 15º     |
| Rashid Saleh Hamad | Skeet  | 106          | 37º          | Não avançou | Não avançou | 37º     |

### Tiro com arco
Masculino
| Atleta          | Evento     | Fase de Ranking | Fase de Ranking | Fase de 64                 | Fase de 32             | Oitavas                | Quartas                | Semifinais             | Final                  | Final       |
| Atleta          | Evento     | Placar          | Chave           | Adversário e resultado     | Adversário e resultado | Adversário e resultado | Adversário e resultado | Adversário e resultado | Adversário e resultado | Posição     |
| --------------- | ---------- | --------------- | --------------- | -------------------------- | ---------------------- | ---------------------- | ---------------------- | ---------------------- | ---------------------- | ----------- |
| Ali Ahmed Salem | Individual | 627             | 57              | KOR Im Dong-Hyun D 103-108 | Não avançou            | Não avançou            | Não avançou            | Não avançou            | Não avançou            | Não avançou |

Legenda
| Recorde mundial      | Recorde mundial (World record)               |                       | Recorde africano                      | Recorde africano (African) |                                           | Q | Classificado por posição (Qualified) |
| Recorde olímpico     | Recorde olímpico (Olympic record)            | Recorde da América    | Recorde da América (Americas)         | q                          | Classificado por melhor tempo (Qualified) |   |                                      |
| Melhor marca do ano  | Melhor marca do ano (World leading)          | Recorde asiático      | Recorde asiático (Asian)              | DNS                        | Não largou (Did not start)                |   |                                      |
| Recorde nacional     | Recorde nacional (National record)           | Recorde europeu       | Recorde europeu (European)            | DNF                        | Não terminou (Did not finish)             |   |                                      |
| Recorde pessoal      | Recorde pessoal do atleta (Personal best)    | Recorde da Oceania    | Recorde da Oceania (Oceania)          | DSQ / DQ                   | Desclassificado (Disqualified)            |   |                                      |
| Recorde da temporada | Recorde da temporada do atleta (Season best) | Recorde sul-americano | Recorde sul-americano (South America) | NM                         | Sem marca (No mark)                       |   |                                      |